# Lovejoy (гурт)
Lovejoy — інді-рок-гурт, створений у місті Брайтон, Англія, у 2021 році. Гурт складається з Вільяма Голда (також відомого під псевдонімом Вілбур Сут) як головного вокаліста та ритм-гітариста, Джо Голдсміта як головного гітариста, Марка Бордмена як барабанщика та Еша Кабосу як басиста, причому всі четверо також пишуть пісні.
Їхній дебютний мініальбом Are You Alright? вийшов 8 травня 2021 року. Їхній другий мініальбом Pebble Brain вийшов 14 жовтня 2021 року. Третій мініальбом гурту Wake Up &amp; It's Over вийшов 12 травня 2023 року. Гурт самостійно випускає свою музику під власним лейблом Anvil Cat Records, який розповсюджується разом з AWAL.

## Історія

### Формування таAre You Alright?(2021)
Lovejoy заснували Вільям Голд і Джо Голдсміт у 2021 році. Вони познайомилися, коли раніше грали в одному фольклорному гурті. Раніше Голд отримав прихильників в Інтернеті завдяки своїм трансляціям на Twitch і відео на YouTube, а також своїй сольній музиці. Спочатку група називалася «Hang the DJ». Сучасна назва — на честь Бенедикта Лавджоя, друга гурту, який сидів з ними в перші дні написання пісень.
До того, як приєднатися до Lovejoy, барабанщик Марк Бордман вивчав монтаж в університеті, бас-гітарист Еш Кабосу працював на телебаченні, а головний гітарист Джо Голдсміт був арбористом. Голд зустрів Кабосу, друга свого друга, у магазині Smashburger у Брайтоні, і запитав його, чи хоче він приєднатися до гурту. Під час студійного запису група найняла Бордмана на Fiverr, і, подивившись його виступ, Голд запросив його приєднатися як постійного учасника.
Гурт записав свій дебютний мініальбом Are You Alright?, за два дні в Brighton Electric у березні 2021. Він вийшов 8 травня 2021 року, коли Lovejoy дебютували під номером 10 у чарті нових виконавців Billboard 20 травня 2021.

### Pebble Brain, кавер-версії, концерти під псевдонімами та виступи на радіо (2021—2023)
Їхній другий мініальбом, Pebble Brain, був записаний у серпні 2021 року в Small Pond Recording Studios у Брайтоні та вийшов 14 жовтня 2021 року. Мініальбом посів 12 позицію в UK Albums Chart. Пісні цього мініальбому мали тему невдалих романтичних стосунків, але також розширювалися до політичних заворушень. У жовтні 2022 року гурт вперше випустив свої перші два мініальбоми, а також кавер на пісню «Knee Deep at ATP» на вінілі.
Перед великими концертами та виступами на фестивалях Lovejoy давали нерекламовані концерти під псевдонімами. З листопада 2022 року група знову привернула увагу на мейнстрімових радіостанціях, з ефіром на BBC Radio 1, і в нідерландському радіошоу «Welkom Bij De Club!» (укр. Ласкаво просимо в Клуб!). Їхні пісні також звучали на BBC Music Introducing.

### Wake Up & It's Over,From Studio 4та інше (2023–дотепер)

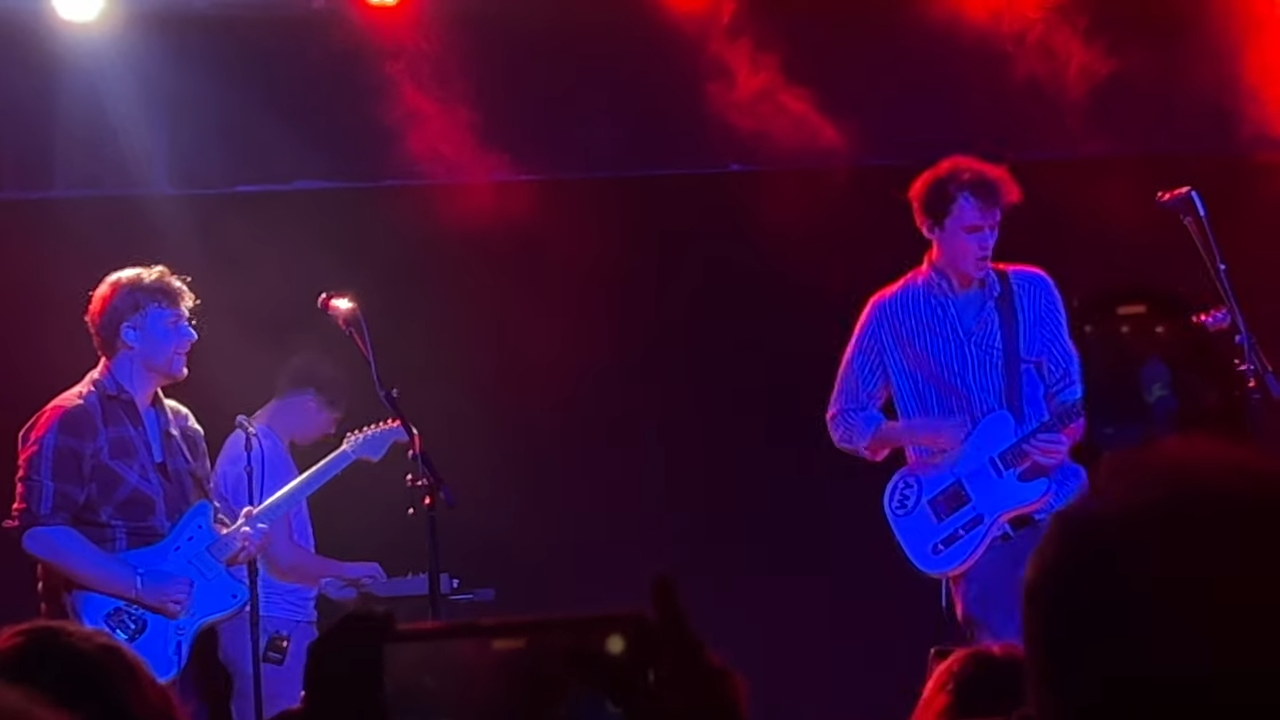
Джо Голдсміт і Вілбур Сут виступають у Чикаго, 2023 рік.

10 лютого 2023 року Lovejoy випустили сингл «Call Me What You Like», який посів 32 місце в офіційному чарті Top 40 Великобританії. Пізніше ця пісня буде представлена в їхньому третьому мініальбомі Wake Up &amp; It's Over, який вийшов 12 травня 2023 року та дебютував під номером 5 у британському чарті альбомів. Крім того, «Portrait of a Blank Slate» з мініальбому включено в саундтрек для EA Sports FC 24.
7 квітня 2023 року під псевдонімом Anvil Cat гурт випустив несподіваний мініальбом під назвою From Studio 4. Він містить акустичні версії пісень із їхнього дебютного мініальбому Are You Alright?, а також вступ до треку «Tomorrow», який раніше не видавався.
У травні 2023 року гурт виступив у Лондоні на події Spotify під назвою Our Generation . Вони випустили дві пісні з сесії в рамках Spotify Singles, включаючи акустичну версію «Call Me What You Like» і кавер на «The Perfect Pair» Beabadoobee . Голд сказав, що група «вже деякий час є великими прихильниками Beabadoobee і їм подобається мелодія цієї пісні, тому було чудово надати їй власного відтінку Lovejoy».
Група з'являється на першій обкладинці 77 випуску музичного журналу Dork, який вийшов у червні 2023 року. 25 червня 2023 року Лавджой виступив на фестивалі Гластонбері на сцені BBC Music Introducing. Вони також виступали на Rock Werchter, TRNSMT, на джазовому фестивалі в Монтре, в Osheaga та Lollapalooza. Вони виступали на Leeds Festival 25 серпня 2023 року та Reading Festival 27 серпня 2023 року. Вони розпочали свій тур Wake Up & It's Over Tour по Великій Британії.
2 жовтня 2023 року гурт оголосив, що їхній майбутній сингл «Normal People Things» вийде 6 жовтня 2023 року, після того, як виклали уривок треку тижнем раніше. Того ж дня вони анонсували свій тур Road to 100.

## Учасники
Учасники гурту
- Вільям Голд — головний вокал, ритм-гітара, автор пісень (2021 — дотепер)
- Джо Голдсміт — соло-гітара, бек-вокал, автор пісень (2021 — дотепер)
- Еш Кабосу — бас, автор пісень (з 2021 — дотепер)
- Марк Бордмен — барабани, бек-вокал, автор пісень (2021 — дотепер)

Гастрольні учасники
Гастрольний персонал відрізняється між шоу.
- Леандра Бадруза — труба, клавішні (2022–тепер)
- Ісаак Бір — труба (2022)
- Zoe — труба, клавішні (2022—2023)
- Алан Осмундсон — труба, клавішні (2023–тепер)
- Джекі Коулман — труба, клавішні (2023–тепер)

## Дискографія

### Мініальбоми
| Назва                                                                       | Деталі альбому                                                                                        | Пікові позиції у чартах | Пікові позиції у чартах | Пікові позиції у чартах | Пікові позиції у чартах | Пікові позиції у чартах | Пікові позиції у чартах | Пікові позиції у чартах | Пікові позиції у чартах | Пікові позиції у чартах | Пікові позиції у чартах |
| Назва                                                                       | Деталі альбому                                                                                        | UK                      | AUS                     | CAN                     | FIN                     | IRE                     | LTU                     | NLD                     | NZ                      | SWE                     | US                      |
| --------------------------------------------------------------------------- | --- | ----------------------- | ----------------------- | ----------------------- | ----------------------- | ----------------------- | ----------------------- | ----------------------- | ----------------------- | ----------------------- | ----------------------- |
| Are You Alright?                                                            | - Реліз: 8 травня 2021 - Формат: цифрове завантаження, стриминг                                       | —                       | —                       | —                       | —                       | —                       | —                       | —                       | —                       | —                       | —                       |
| Pebble Brain                                                                | - Реліз: 14 жовтня 2021 - Лейбл: Anvil Cat - Формат: цифрове завантаження, стриминг                   | 12                      | —                       | 41                      | 21                      | 14                      | 3                       | 35                      | 11                      | 24                      | 128                     |
| From Studio 4                                                               | - Реліз: 7 квітня 2023 - Лейбл: Anvil Cat, AWAL - Формат: цифрове завантаження, стриминг, вініл       | —                       | —                       | —                       | —                       | —                       | —                       | —                       | —                       | —                       | —                       |
| Wake Up & It's Over                                                         | - Реліз: 12 травня 2023 - Лейбл: Anvil Cat, AWAL - Формат: Касета, CD, цифрове завантаження, стриминг | 5                       | 27                      | —                       | —                       | 10                      | 17                      | —                       | 25                      | —                       | 94                      |
| «—» релізи, що не потрапили у чарти або не виходили у відповідних регіонах. | |                         |                         |                         |                         |                         |                         |                         |                         |                         |                         |

### Альбоми-компіляції
| Назва                           | Деталі                                                        |
| ------------------------------- | ------------------------------------------------------------- |
| Are You Alright? / Pebble Brain | - Реліз: 14 жовтня 2022 - Лейбл: Anvil Cat, AWAL - Формат: LP |

### Ексклюзивні видання
| Назва                            | Деталі                                          | Нотатки                                                 |
| -------------------------------- | ----------------------------------------------- | ------------------------------------------------------- |
| Our Generation — Spotify Singles | - Реліз: 3 травня 2023 - Лейбл: Anvil Cat, AWAL | - Збірка синглів вийшла ексклюзивно на сервісі Spotify. |

### Сингли
| Назва                                                                       | Рік  | Пікові позиції у чартах | Пікові позиції у чартах | Пікові позиції у чартах | Пікові позиції у чартах | Пікові позиції у чартах | Пікові позиції у чартах | Пікові позиції у чартах | Пікові позиції у чартах | Альбом              |
| Назва                                                                       | Рік  | UK                      | UK Indie                | CAN Rock                | IRE                     | LTU                     | NZ Hot                  | US Alt.                 | US Rock                 | Альбом              |
| --------------------------------------------------------------------------- | ---- | ----------------------- | ----------------------- | ----------------------- | ----------------------- | ----------------------- | ----------------------- | ----------------------- | ----------------------- | ------------------- |
| «Knee Deep at ATP» (cover of Los Campesinos!)                               | 2021 | —                       | —                       | —                       | —                       | —                       | 22                      | —                       | —                       | Сингл без альбому   |
| «Call Me What You Like»                                                     | 2023 | 32                      | 7                       | 49                      | 48                      | 90                      | 5                       | 5                       | 25                      | Wake Up & It's Over |
| «Normal People Things»                                                      | 2023 | 1                       | 1                       | 26                      | —                       | —                       | 3                       | 25                      | 50                      | В очікуванні        |
| «—» релізи, що не потрапили у чарти або не виходили у відповідних регіонах. |      |                         |                         |                         |                         |                         |                         |                         |                         |                     |

### Інші пісні у чартах
| Назва                                                                       | Рік  | Пікові позиції у чартах | Пікові позиції у чартах | Пікові позиції у чартах | Пікові позиції у чартах | Пікові позиції у чартах | Пікові позиції у чартах | Альбом              |
| Назва                                                                       | Рік  | UK                      | UK Indie                | IRE                     | LTU                     | NZ Hot                  | US Rock                 | Альбом              |
| --------------------------------------------------------------------------- | ---- | ----------------------- | ----------------------- | ----------------------- | ----------------------- | ----------------------- | ----------------------- | ------------------- |
| «Taunt»                                                                     | 2021 | 75                      | 12                      | 91                      | 69                      | 13                      | 31                      | Are You Alright?    |
| «One Day»                                                                   | 2021 | 54                      | 5                       | 58                      | 39                      | 10                      | 26                      | Are You Alright?    |
| «Sex Sells»                                                                 | 2021 | 93                      | 18                      | —                       | 93                      | 14                      | 35                      | Are You Alright?    |
| «Cause for Concern»                                                         | 2021 | —                       | 47                      | —                       | —                       | 18                      | 50                      | Are You Alright?    |
| «Oh Yeah, You Gonna Cry?»                                                   | 2021 | 67                      | 23                      | 74                      | 82                      | 14                      | 29                      | Pebble Brain        |
| «Model Buses»                                                               | 2021 | —                       | 28                      | —                       | 91                      | 17                      | 36                      | Pebble Brain        |
| «Concrete»                                                                  | 2021 | —                       | 27                      | —                       | 99                      | —                       | 35                      | Pebble Brain        |
| «Perfume»                                                                   | 2021 | 69                      | 24                      | 71                      | 75                      | 12                      | 24                      | Pebble Brain        |
| «You'll Understand When You're Older»                                       | 2021 | —                       | 34                      | —                       | —                       | —                       | 43                      | Pebble Brain        |
| «The Fall»                                                                  | 2021 | 64                      | 21                      | 70                      | 72                      | 13                      | 26                      | Pebble Brain        |
| «It's All Futile! It's All Pointless!»                                      | 2021 | —                       | 30                      | —                       | 100                     | —                       | 40                      | Pebble Brain        |
| «Portrait of a Blank Slate»                                                 | 2023 | —                       | 42                      | —                       | —                       | 6                       | 50                      | Wake Up & It's Over |
| «Consequences»                                                              | 2023 | —                       | —                       | —                       | —                       | 12                      | —                       | Wake Up & It's Over |
| «Warsaw»                                                                    | 2023 | —                       | —                       | —                       | —                       | 18                      | —                       | Wake Up & It's Over |
| «It's Golden Hour Somewhere»                                                | 2023 | —                       | —                       | —                       | —                       | 16                      | —                       | Wake Up & It's Over |
| «—» релізи, що не потрапили у чарти або не виходили у відповідних регіонах. |      |                         |                         |                         |                         |                         |                         |                     |

### Інші появи
| Назва                                              | Рік  | Альбом                                               |
| -------------------------------------------------- | ---- | ---------------------------------------------------- |
| «Privately Owned Spiral Galaxy» (кавер на Crywank) | 2022 | Here You Go, You Do It: A Crywank Covers Compilation |

### Музичні кліпи
| Назва                                  | Рік  | Режисер(и)              | Альбом              |
| -------------------------------------- | ---- | ----------------------- | ------------------- |
| «One Day»                              | 2021 | William Gold            | Are You Alright?    |
| «Taunt»                                | 2021 | William Gold            | Are You Alright?    |
| «Model Buses»                          | 2021 | William Gold            | Pebble Brain        |
| «Concrete»                             | 2021 | Ash Kabosu              | Pebble Brain        |
| «It's All Futile! It's All Pointless!» | 2021 | GreenForSure            | Pebble Brain        |
| «Knee Deep at ATP»                     | 2022 | Anni Scivious           | Сингл без альбому   |
| «Call Me What You Like»                | 2023 | Ash Kabosu William Gold | Wake Up & It's Over |
| «It's Golden Hour Somewhere»           | 2023 | Jondra Films            | Wake Up & It's Over |
| «Portrait of a Blank Slate»            | 2023 | Ted Nivison             | Wake Up & It's Over |
| «Normal People Things»                 | 2023 | Ted Nivison             | В очікуванні        |

## Тури
- Північний осінній тур (2022)[66]
- Грудневий тур (2022)[67]
- Тур Inselaffe (2023)[68]
- Подорож через став (2023)[69]
- Тур Wake Up & It's Over (2023)[70]
- Тур Road to 100 (2023)[71]

## Нотатки
1. ↑  The name of the label is a nod to the cover art of their first EP, Are You Alright?, and the label is legally registered as NVLCTRCDS LTD[5].
2. ↑  Цей мініальбом підписаний як «Anvil Cat». Автором пісень з цього альбому вказано «Lovejoy» як гостьового виконавця.
3. ↑  До неї увійшли акустичні версії «Call Me What You Like» та кавер на пісню 2022 року гурту Beabadoobee «The Perfect Pair»[53].
4. ↑  Пісню «Knee Deep at ATP» пізніше у було включено до збірки Are You Alright?/Pebble Brain.